# Каролін (Північна Кароліна)
Каролін (англ. Caroleen) — переписна місцевість (CDP) в США, в окрузі Рутерфорд штату Північна Кароліна. Населення — 560 осіб (2020).

## Географія
Каролін розташований за координатами 35°16′52″ пн. ш. 81°47′29″ зх. д. / 35.28111° пн. ш. 81.79139° зх. д. (35.281088, -81.791376).  За даними Бюро перепису населення США в 2010 році переписна місцевість мала площу 2,87 км², уся площа — суходіл.

## Демографія
Згідно з переписом 2010 року, у переписній місцевості мешкали 652 особи в 256 домогосподарствах у складі 177 родин. Густота населення становила 227 осіб/км².  Було 313 помешкання (109/км²).
Расовий склад населення:
| - 82,4 % — білих - 10,0 % — чорних або афроамериканців - 0,3 % — корінних американців - 4,1 % — осіб інших рас |

До двох чи більше рас належало 3,2 %. Частка іспаномовних становила 6,1 % від усіх жителів.
За віковим діапазоном населення розподілялося таким чином: 23,2 % — особи молодші 18 років, 62,2 % — особи у віці 18—64 років, 14,6 % — особи у віці 65 років та старші. Медіана віку мешканця становила 41,4 року. На 100 осіб жіночої статі у переписній місцевості припадало 100,6 чоловіків;  на 100 жінок у віці від 18 років та старших — 96,5 чоловіків також старших 18 років.
За межею бідності перебувало 10,6 % осіб, у тому числі 0,0 % дітей у віці до 18 років та 0,0 % осіб у віці 65 років та старших.
Цивільне працевлаштоване населення становило 188 осіб. Основні галузі зайнятості: освіта, охорона здоров'я та соціальна допомога — 36,2 %, транспорт — 34,6 %, роздрібна торгівля — 12,8 %.